# Saint-Jean-Soleymieux
Pour les articles homonymes, voir Saint-Jean.
Saint-Jean-Soleymieux est une commune française située dans le département de la Loire en région Auvergne-Rhône-Alpes, et faisant partie de Loire Forez Agglomération.

## Géographie
| Gumières                                                     | Chazelles-sur-Lavieu  | Margerie-Chantagret |

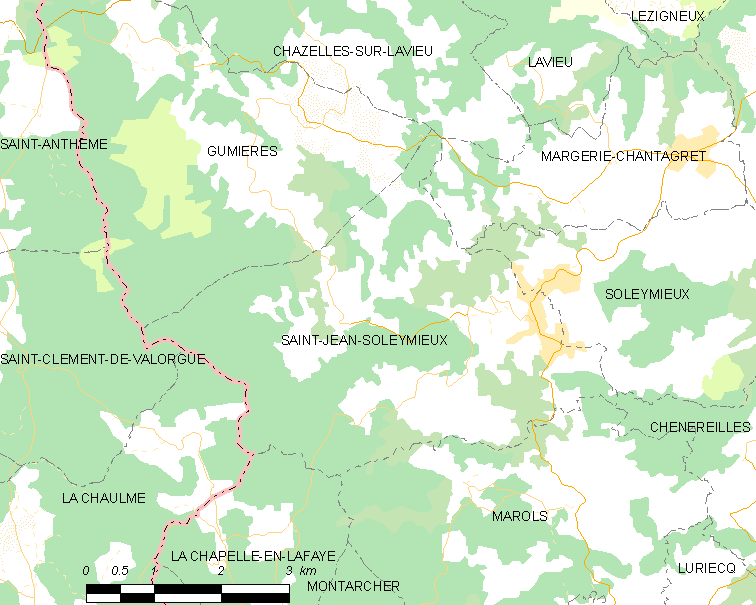
Localisation du village et des communes aux alentours

| Saint-Clément-de-Valorgue Puy-de-Dôme La Chaulme Puy-de-Dôme | Saint-Jean-Soleymieux | Soleymieux          |
| La Chapelle-en-Lafaye                                        | Marols                | Chenereilles        |

Saint-Jean-Soleymieux fait partie du Forez et la commune est traversée par la rivière affluente de la Loire : la Mare.

### Climat
Pour des articles plus généraux, voir Climat d'Auvergne-Rhône-Alpes et Climat de la Loire.
En 2010, le climat de la commune est de type climat des marges montargnardes, selon une étude du Centre national de la recherche scientifique s'appuyant sur une série de données couvrant la période 1971-2000. En 2020, Météo-France publie une typologie des climats de la France métropolitaine dans laquelle la commune est exposée à un climat de montagne ou de marges de montagne et est dans la région climatique Nord-est du Massif Central, caractérisée par une pluviométrie annuelle de 800 à 1 200 mm, bien répartie dans l’année.
Pour la période 1971-2000, la température annuelle moyenne est de 9,2 °C, avec une amplitude thermique annuelle de 16,1 °C. Le cumul annuel moyen de précipitations est de 923 mm, avec 10,1 jours de précipitations en janvier et 7,3 jours en juillet. Pour la période 1991-2020, la température moyenne annuelle observée sur la station météorologique de Météo-France la plus proche, « Saint-Bonnet-le-Chateau_sapc », sur la commune de Saint-Bonnet-le-Château à 9 km à vol d'oiseau, est de 10,1 °C et le cumul annuel moyen de précipitations est de 851,5 mm,. Pour l'avenir, les paramètres climatiques de la commune estimés pour 2050 selon différents scénarios d'émission de gaz à effet de serre sont consultables sur un site dédié publié par Météo-France en novembre 2022.

## Urbanisme

### Typologie
Au 1er janvier 2024, Saint-Jean-Soleymieux est catégorisée commune rurale à habitat dispersé, selon la nouvelle grille communale de densité à sept niveaux définie par l'Insee en 2022.
Elle est située hors unité urbaine et hors attraction des villes,.

### Occupation des sols
L'occupation des sols de la commune, telle qu'elle ressort de la base de données européenne d’occupation biophysique des sols Corine Land Cover (CLC), est marquée par l'importance des forêts et milieux semi-naturels (59,7 % en 2018), une proportion identique à celle de 1990 (59,7 %). La répartition détaillée en 2018 est la suivante : 
forêts (59,7 %), prairies (37 %), zones urbanisées (2,7 %), zones agricoles hétérogènes (0,6 %). L'évolution de l’occupation des sols de la commune et de ses infrastructures peut être observée sur les différentes représentations cartographiques du territoire : la carte de Cassini (XVIIIe siècle), la carte d'état-major (1820-1866) et les cartes ou photos aériennes de l'IGN pour la période actuelle (1950 à aujourd'hui).

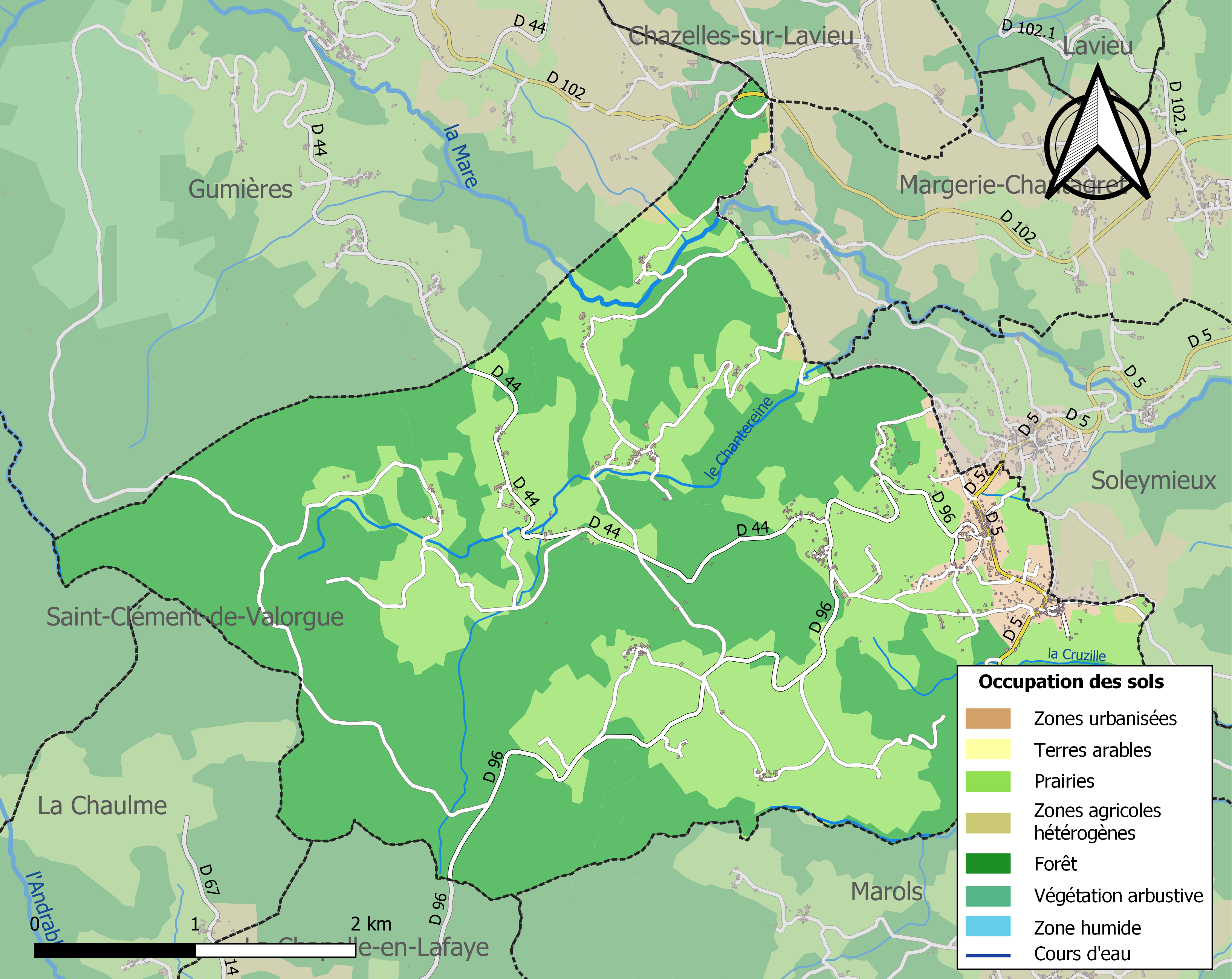
Carte des infrastructures et de l'occupation des sols de la commune en 2018 (CLC).

## Toponymie
L'usage local est de Saint-Jean de Soleymieux.
Soleymieux ne devrait pas prendre de -x, étant donné que l'origine est le latin Solemniacum.

## Héraldique
| Blason de Saint-Jean-Soleymieux | Blason  | De sinople à la tour brochante sur un pan de mur, le tout d'argent maçonné de sable, accompagné de trois feuilles de hêtre d'or versées et posées en barre; au chef voûté du même chargé d'un soleil couchant non figuré de gueules. |
| Blason de Saint-Jean-Soleymieux | Détails | Le statut officiel du blason reste à déterminer. |

## Politique et administration
| Période                                  | Période    | Identité         | Étiquette | Qualité                        |
| ---------------------------------------- | ---------- | ---------------- | --------- | ------------------------------ |
| Les données manquantes sont à compléter. |            |                  |           |                                |
| ?                                        | Avant 1983 | Claudius Granger | MRG-PRG   | Conseiller général (1970-1982) |
| 1983                                     | 1995       | Robert Barale    | UDF       | Conseiller général (1982-1994) |
| 1995                                     | 2001       | Martine DELAIR   |           | Maire                          |
| mars 2001                                | Mars 2014  | Henri Clairet    |           |                                |
| mars 2014                                | En cours   | Evelyne Chouvier |           |                                |

Saint-Jean-Soleymieux faisait partie de la communauté de communes du Pays de Saint-Bonnet-le-Château de 1996 à 2016 puis a intégré Loire Forez Agglomération.

## Démographie
L'évolution du nombre d'habitants est connue à travers les recensements de la population effectués dans la commune depuis 1793. Pour les communes de moins de 10 000 habitants, une enquête de recensement portant sur toute la population est réalisée tous les cinq ans, les populations de référence des années intermédiaires étant quant à elles estimées par interpolation ou extrapolation. Pour la commune, le premier recensement exhaustif entrant dans le cadre du nouveau dispositif a été réalisé en 2005.

En 2022, la commune comptait 844 habitants, en évolution de −1,4 % par rapport à 2016 (Loire : +1,32 %, France hors Mayotte : +2,11 %).
| 1793 | 1800 | 1806 | 1821 | 1831  | 1836  | 1841  | 1846  | 1851  |
| ---- | ---- | ---- | ---- | ----- | ----- | ----- | ----- | ----- |
| 724  | 574  | 734  | 912  | 1 446 | 1 388 | 1 403 | 1 438 | 1 412 |

| 1856  | 1861  | 1866  | 1872  | 1876  | 1881  | 1886  | 1891  | 1896  |
| ----- | ----- | ----- | ----- | ----- | ----- | ----- | ----- | ----- |
| 1 270 | 1 325 | 1 355 | 1 226 | 1 276 | 1 289 | 1 297 | 1 218 | 1 163 |

| 1901  | 1906  | 1911  | 1921 | 1926 | 1931 | 1936 | 1946 | 1954 |
| ----- | ----- | ----- | ---- | ---- | ---- | ---- | ---- | ---- |
| 1 148 | 1 165 | 1 106 | 982  | 924  | 925  | 916  | 808  | 743  |

| 1962 | 1968 | 1975 | 1982 | 1990 | 1999 | 2005 | 2006 | 2010 |
| ---- | ---- | ---- | ---- | ---- | ---- | ---- | ---- | ---- |
| 627  | 584  | 548  | 581  | 683  | 726  | 779  | 780  | 850  |

| 2015 | 2020 | 2022 | - | - | - | - | - | - |
| ---- | ---- | ---- | - | - | - | - | - | - |
| 851  | 858  | 844  | - | - | - | - | - | - |

## Lieux et monuments
- Église de la Nativité-de-Saint-Jean-Baptiste de Saint-Jean-Soleymieux avec sa crypte Notre-Dame-sous-Terre[19]. Le Porche a été inscrit au titre des monuments historiques en 1930[20]. La Crypte a été classé au titre des monuments historiques en 1952[20].

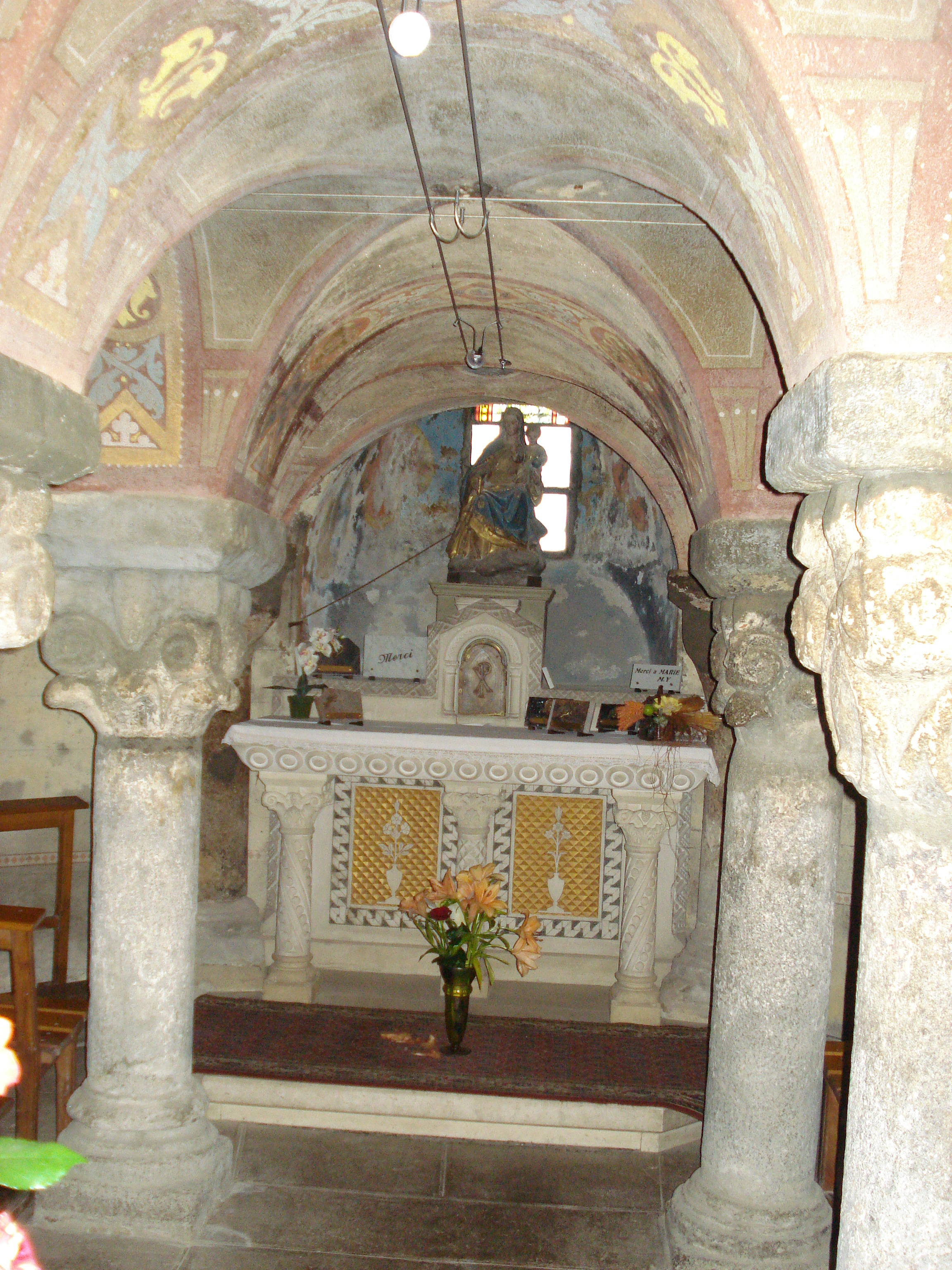
Crypte de l'église à Saint-Jean.
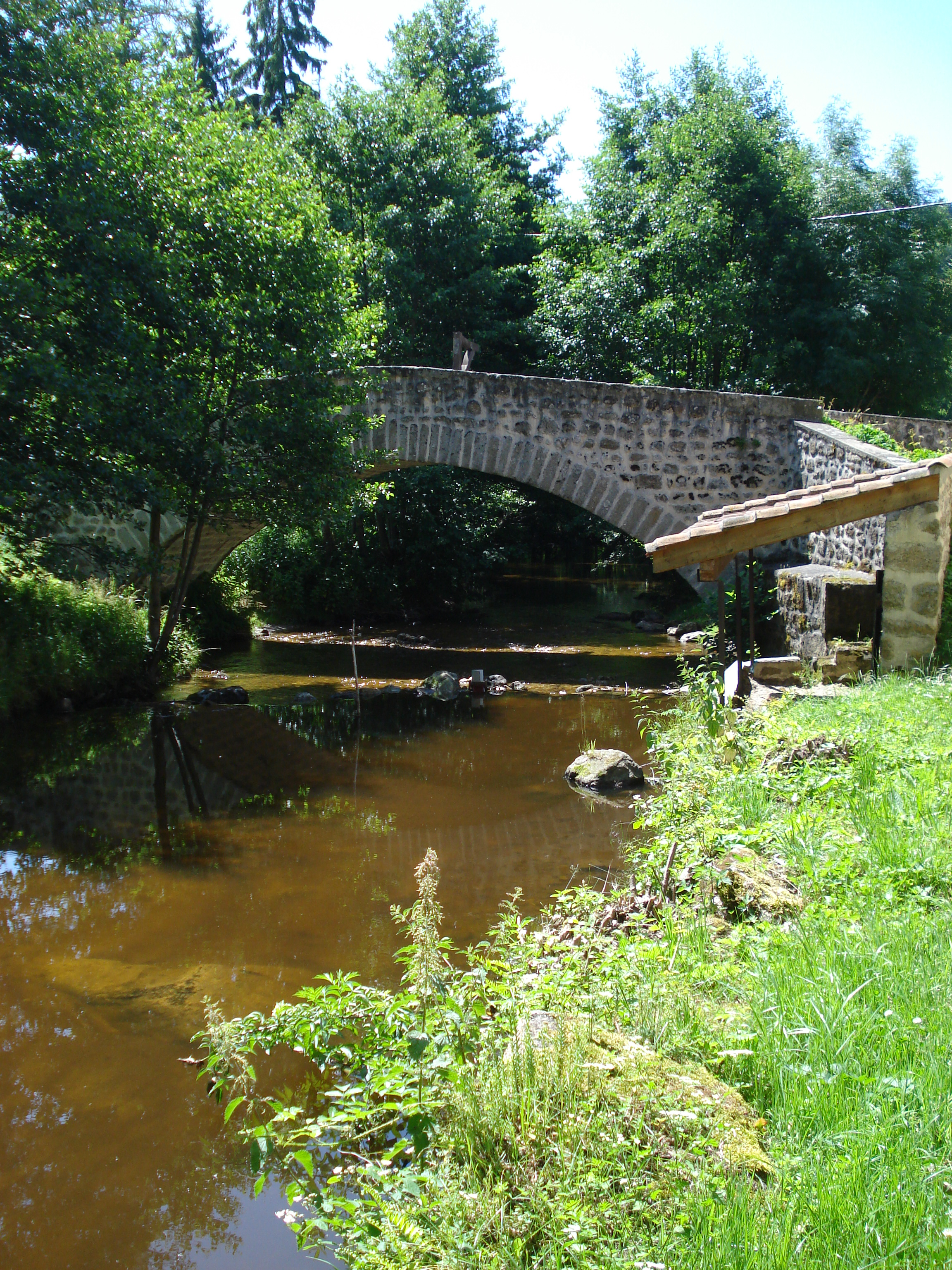
La Mare, pont et lavoir au lieu-dit le Pont.

## Personnalités liées à la commune
Mario Meunier (1880-1960), helléniste, traducteur de Platon, Pythagore, Hiéroclès, Sophocle, Homère... Natif de la commune.